# گلهین
گلهین یکی از روستاهای استان آذربایجان شرقی است که در دهستان عباس شرقی بخش تیکمه‌داش شهرستان بستان‌آباد واقع شده‌است. 
این روستا در هشت کیلومتری روستای قره‌چمن و مابین دو کوه حیدربابا و سربابا واقع شده‌است. حداکثر دمای هوا در تابستان‌ها به ۳۰ درجه سانتیگراد بالای صفر و حداقل دمای آن در زمستان‌ها به ۲۵ درجه سانتی‌گراد زیر صفر می‌رسد.